# MyRadar
MyRadar es una aplicación de pronóstico del tiempo  gratuita desarrollada por Andy Green y su empresa ACME AtronOmatic (ACME) con sede en Orlando (Estados Unidos). La aplicación, que comenzó a funcionar en 2008, durante su primera década funcionó únicamente con datos meteorológicos y de radar proporcionados gratuitamente por el gobierno. Para publicar predicciones mejoradas del clima actual exclusivas de la aplicación, ACME lanzó el primero de muchos satélites personales para la aplicación en 2019. La aplicación recibió financiación para mejorar su radar y sus imágenes de la Comisión Federal de Comunicaciones (FCC), la Administración Nacional Oceánica y Atmosférica (NOAA) y la Oficina de Investigación Naval (ONR). ACME creó una constelación de satélites de datos meteorológicos denominada «Espectrómetro de imágenes remotas orbitales hiperespectrales» (HORIS por sus siglas en inglés), que utiliza aprendizaje automático e inteligencia artificial (IA) para crear un mapa meteorológico actual. Con la introducción de funciones adicionales, incluida la detección de incendios forestales y pesca ilegal, la aplicación se ha convertido de manera más amplia en una aplicación de inteligencia ambiental desde 2022. En 2024, la aplicación se asoció con Total Traffic and Weather Network (TTWN) para proporcionar datos de flujo de tráfico e incidentes a los usuarios con suscripciones pagas a través de CarPlay y Android Auto, convirtiéndose en una de las primeras aplicaciones meteorológicas en hacerlo.

## Historia

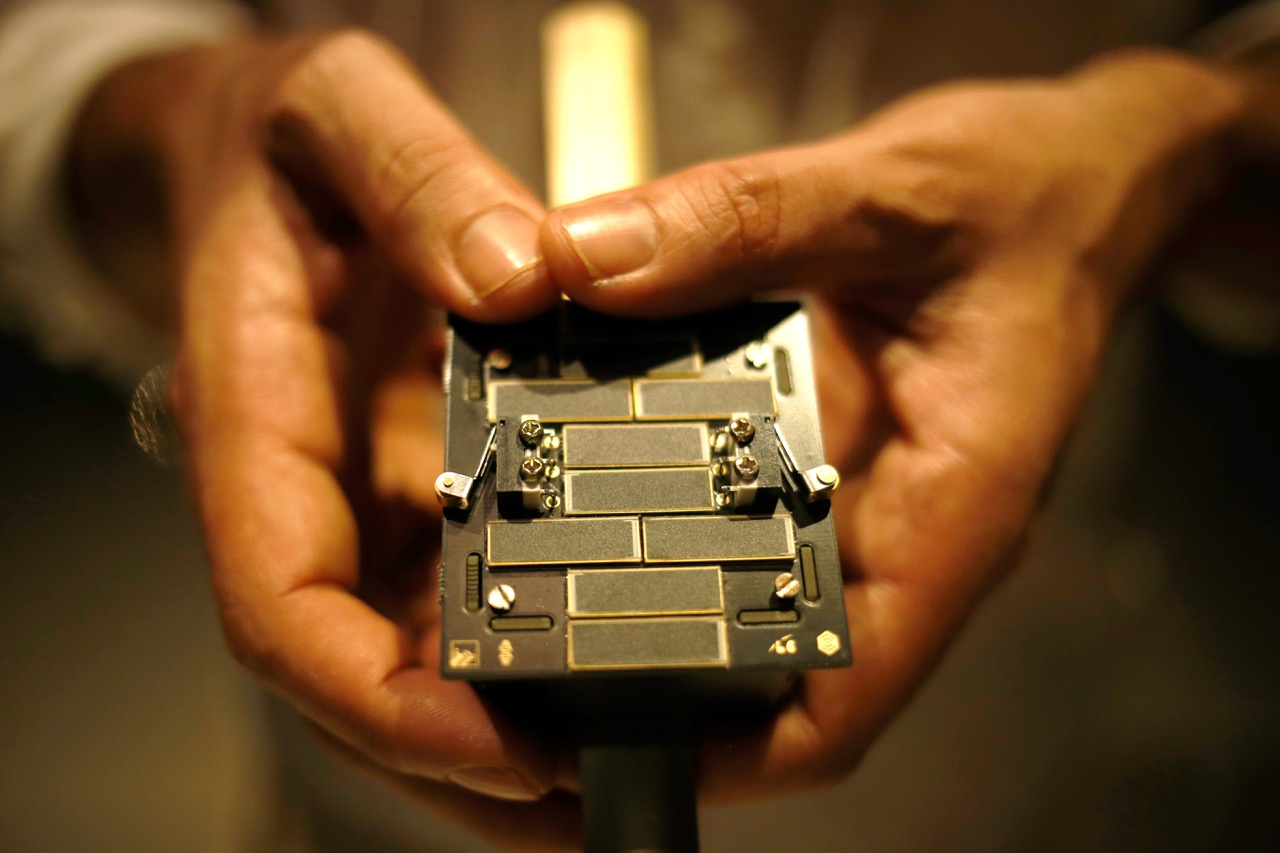
Un primer plano de un satélite PocketQube, que fue lanzado por MyRadar y entró en la atmósfera el 2 de mayo de 2022.

El creador de la aplicación, Andy Green, había creado tecnología de Internet desde la década de 1980. Su primer gran proyecto fue el desarrollo de una empresa de servicios de Internet de acceso público con sede en Rhode Island, que luego vendió para financiar la creación de ACME AtronOmatic («ACME» para abreviar), con sede en Orlando (Florida). La primera aplicación importante creada por ACME se llamó «Flightwise», que proporcionaba a los usuarios información de seguimiento de vuelos. En el verano de 2008, Green tuvo la idea de usar el rastreador de ubicación animado ya integrado en Flightwise para crear una aplicación de pronóstico del tiempo independiente después de preguntarse si una comida que estaba comiendo al aire libre se suspendería por la lluvia. MyRadar se lanzó en 2012 desde una oficina en Orlando. A pesar de funcionar únicamente con datos meteorológicos y de radar gratuitos proporcionados por el gobierno durante la primera década después de su lanzamiento, Green dijo que la aplicación «se extendió como un reguero de pólvora» en descargas. En diciembre de 2017, la aplicación se asoció con «TripIt» para brindar a los usuarios información sobre retrasos en los vuelos y cambios de puertas, eliminando la necesidad de una aplicación separada como Flightwise.
En 2019, ACME lanzó su primer satélite personal para la aplicación, un pequeño prototipo de Nueva Zelanda, como parte de un esfuerzo por proporcionar imágenes detalladas y predicciones mejoradas del clima actual exclusivas de la aplicación. Finalmente, ACME lanzó más satélites para crear una constelación de satélites de datos meteorológicos denominada «Espectrómetro de imágenes remotas orbitales hiperespectrales» (HORIS por sus siglas en inglés), monitoreada por estaciones terrestres mantenidas por Kongsberg Satellite Services. HORIS opera MyRadar tomando los datos ambientales y las imágenes que recopila y combinándolos con aprendizaje automático e inteligencia artificial (IA) para crear un mapa meteorológico en tiempo real. En 2022, HORIS se amplió después de que ACME obtuviera la aprobación de la Comisión Federal de Comunicaciones (FCC) para mejorar su constelación de satélites para incluir 250 satélites o más.
El lote principal de satélites fueron los PocketQubes, que ingresaron a la atmósfera el 2 de mayo de 2022, por Rocket Lab Electron lanzado también desde Nueva Zelanda, con el propósito adicional de probar y validar los satélites existentes en órbita. En octubre de 2022, ACME recibió una subvención de investigación de US$150 000 de la Administración Nacional Oceánica y Atmosférica (NOAA) para mejorar la tecnología de detección de incendios forestales y medición de la calidad del aire de la aplicación para detectar mejor el humo, los aerosoles y los puntos críticos de incendio mediante satélites y drones aéreos. El 18 de agosto de 2023, se aprobó la segunda fase de la subvención de la NOAA, que proporciona US$650 000 adicionales para ayudar a alcanzar los objetivos antes mencionados de la aplicación mediante el lanzamiento de un par de satélites CubeSat para proporcionar imágenes infrarrojas de alta definición. El 8 de septiembre de 2023, ACME obtuvo otros US$1 200 000 en financiación colectiva para ayudar a lograr los objetivos de la subvención de la NOAA ampliando la fuerza laboral de la aplicación de 35 a 100 empleados para fines de 2024.
En enero de 2024, MyRadar se asoció con Total Traffic and Weather Network (TTWN) para proporcionar datos de tráfico superpuestos con sus gráficos meteorológicos preexistentes para los usuarios de los Estados Unidos. La asociación permitió que la aplicación se convirtiera además en una herramienta de navegación. Esto se convirtió oficialmente en una función días después, el 8 de enero de 2024, cuando la aplicación se hizo compatible con CarPlay de Apple. El 7 de febrero de 2024, el equivalente de Android, Android Auto, también obtuvo la capacidad de mostrar la aplicación en las interfaces de los automóviles. En marzo de 2024, la aplicación lanzó un «servicio de planificación meteorológica de bodas» en Estados Unidos y Canadá por precios entre US$1000 y US$5000, en el que los usuarios pueden solicitar un meteorólogo personal para brindar una reunión en persona sobre las mejores fechas para una boda, y actualizaciones meteorológicas locales de guardia el día de la boda. Está previsto que para febrero de 2025 se lancen cuatro satélites más para ayudar con la detección de incendios forestales patrocinada por la NOAA, y serán los primeros de ACME que tendrán procesamiento de IA en los propios satélites y no en computadoras en tierra, lo que permitirá una transferencia de información más rápida.

## Características e información general
La función principal de la aplicación es proporcionar pronósticos y predicciones meteorológicas a los usuarios. La aplicación incluye opciones alternables para rastrear y enviar alertas a los usuarios sobre lluvia, patrones de viento, terremotos, tornados, ciclones tropicales, incendios forestales y más. A principios de 2020, se agregó una función para rastrear objetos orbitales como la Estación Espacial Internacional. En mayo de 2022, con la mejora de las imágenes de HORIS, la aplicación adquirió capacidades secundarias para monitorear mejor las floraciones de algas, los arrecifes de coral, la pesca ilegal y los incendios forestales. En enero y febrero de 2024, se agregó la capacidad de mostrar datos de flujo de tráfico e incidentes en una función llamada «RouteCast», y se puede mostrar en opciones de video y 3D a través de CarPlay y Android Auto para usuarios con suscripciones pagas. La aplicación también proporciona previsiones anuales de tormentas tropicales y tornados para sus respectivas temporadas, recopiladas a través de datos satelitales y de drones aéreos, así como a través de cazadores de tormentas en tierra.